# Chandelier aux canards

Le chandelier aux canards ou  chandelier aux canards et aux félins  est un objet d'art islamique, en alliage de cuivre  martelé et repoussé, orné d'un décor incrusté d'argent et de cuivre rouge. Il a été produit dans le monde iranien médiéval au XIIe siècle, à l'époque des Seldjoukides et des Ghorides. Il s'agit  d'un des chefs-d’œuvre du département des Arts de l'Islam du musée du Louvre, conservé sous le numéro d'inventaire OA 6315.

## Histoire

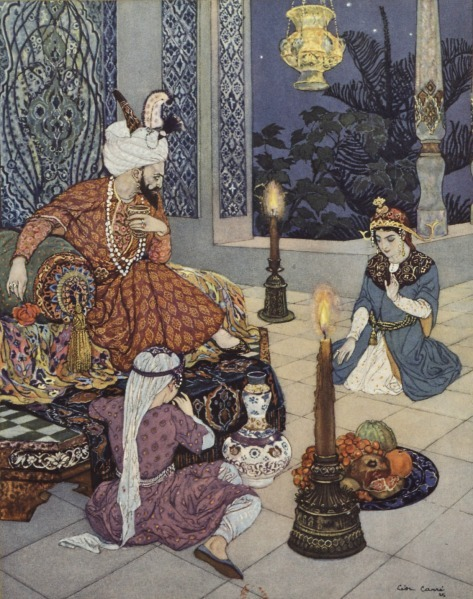
Le chandelier dans l'édition des Mille et une nuits de Joseph-Charles Mardrus

L'œuvre ne comporte ni date, ni signature, ni lieu de fabrication, ni de nom de commanditaire. Selon Annabelle Collinet, le chandelier a probablement été créé à Herat dans la seconde moitié du XIIe siècle ; cet avis est largement partagé même si une étude antérieure indiquait que, compte tenu du décor des  bossettes avec des motifs solaires, fréquents à l'ouest du monde iranien, il était possible  que le chandelier ait été créé  en Iran occidental par un artiste originaire du Khorassan. Sur la base d'objets de fabrication ou de décorations similaires, il est possible que les commanditaires soient des dignitaires de la dynastie ghoride.
Un chandelier identique, avec lequel il formait sans doute une paire, est conservé au musée islamique du Caire, cette paire étant peut-être destinée à être placée dans un monument ou un lieu important. Un autre, similaire mais pas identique dans son mode d'élaboration (les canards en ronde bosse n'étant pas réalisés au repoussé), se trouve dans la collection al-Sabah au Koweit. Quatre autres chandeliers, sans les motifs des canards en ronde bosse, ont été identifiés.
En 1699, il appartient à un propriétaire arménien  qui l'offre à son église.
L'œuvre fut exposée en mai-juin 1903 au musée des Arts décoratifs lors de la grande « exposition des arts musulmans ». Elle est décrite ainsi dans le catalogue de l'exposition : « Chandelier orné de deux frises de petits lions assis et en relief repoussé, séparées par une frise d'ornements floraux en relief. sur l'épaule, une couronne d'oiseau en ronde-bosse. 2 frises d'inscriptions. Mossoul. XIIIe siècle. Appartenant à M. Piet-Lataudrie ». Ainsi, Migeon rattachait l'œuvre à la ville de Mossoul, origine aujourd'hui contestée.
L'œuvre est entrée au Louvre en 1909 par le legs rédigé en 1894 de Charles Piet-Lataudrie (1837-1909), legs confirmé en 1905. Gaston Migeon, conservateur au département des objets d'art du Moyen Âge, de la Renaissance et des Temps modernes du musée du Louvre, auquel les arts de l'Islam étaient rattachés, indique en 1909 que  Piet-Lataudrie achetait généralement à Paris à des marchands arméniens correspondants de marchands du bazar de Constantinople.
Le chandelier apparaît dans une  illustration de Léon Carré  pour l'édition des Milles et une nuits  parue entre 1926 et 1932, traduite par Joseph-Charles Mardrus. L'image montre que l'objet était connu des amateurs et des orientalistes.

## Description
Gaston Migeon présente ainsi l'œuvre en 1903 : « Il est impossible d'oublier, ne l'aurait-on vu qu'une seule fois,  cet extraordinaire chandelier, de forme trapue, avec sur l'épaulement sa couronne d'oiseaux en ronde-bosse, tous tournés vers l'extérieur comme prêts à prendre leur vol, et ses deux frises circulaires, sur la panse, de lions assis, hiératiques, séparés par une large bande de bossages. La pièce  a tout ensemble un caractère de rudesse et de majesté incroyable ».
Le chandelier comporte plusieurs niveaux de décoration sur son corps principal : autour d'un bandeau central présentant des bossettes, on trouve, symétriquement, deux bandeaux, l'un épigraphique, l'autre constitué de figurines de félins, probablement des lions. Les inscriptions sur les bandeaux, en arabe, comportent des formules de vœux adressées à son propriétaire, traduites par Melikian Chervani : on y retrouve les mots « prospérité », « salut », « joie », « plénitude », « bonheur », « grâce divine », « félicité ». D'autres inscriptions ont été ajoutées en 1699 par son propriétaire arménien de l'époque.
La bobèche a été réparée, en sa partie supérieure, par ajout d'une plaque de couleur jaune tenue par cinq rivets. Au centre de la bobèche, 10 bossettes sont incrustées de fils d'argent. Sous la base, incrustée  d'une frise végétale, un col à 18 facettes s'ouvre en pétales sur le plat.
Sur le bord de l'épaule, 18 oiseaux sont tournés vers l'extérieur. Entre chacun des oiseaux, des entrelacs végétaux portent des traces d'incrustation d'argent et de pâte noire. Sous le plat de l'épaule, une inscription arménienne incisée en surcharge sur un fond de frises végétales. Cette inscription date de la fin du XVIIe siècle. Patrick Donabédian, Agnès Ouzounian et Dickran Kouymjian en ont proposé une traduction qui fait référence à un don du chandelier en 1699 à une église du nom de Sainte-mère de Dieu, dans un village de l'Est anatolien.

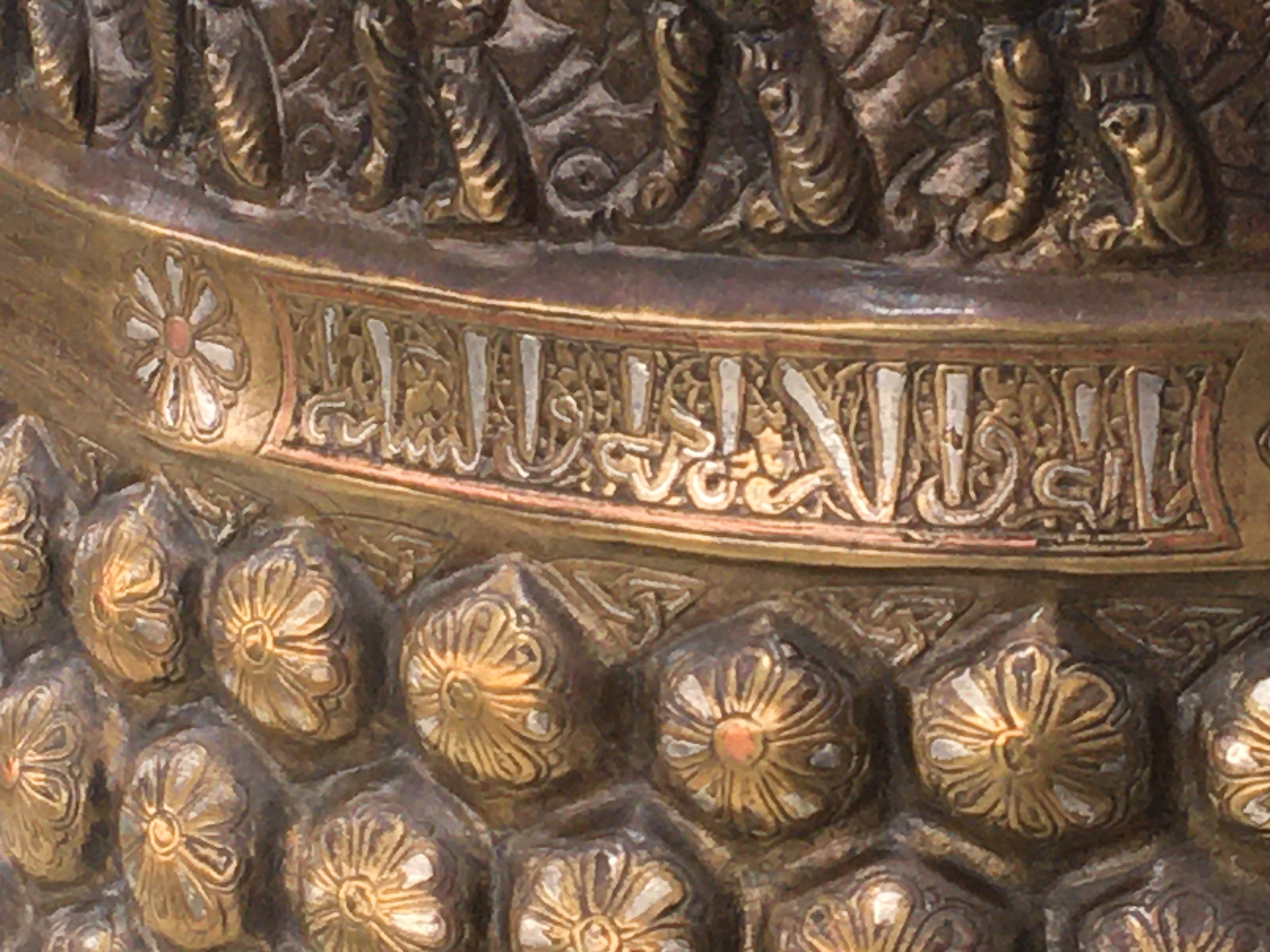
Un des cartouches en écriture cursive

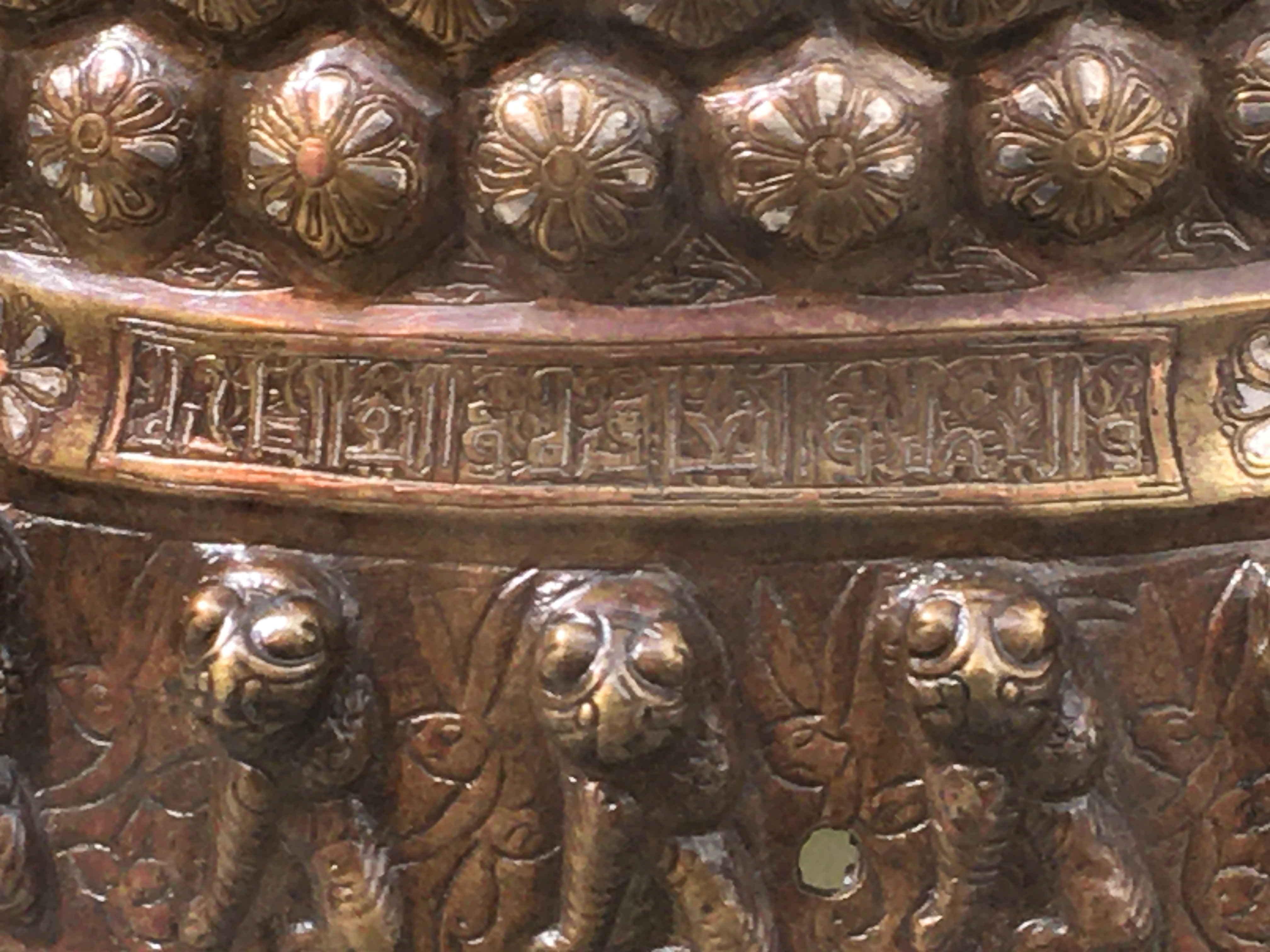
Un des cartouches en écriture coufique

Sous le bord de l'épaule, une frise de 33 lions, tous différents, sont  travaillés au repoussé et retravaillés par incision de l'extérieur.
Un bandeau épigraphique en écriture cursive se déroule sous la frise des lions, comportant huit cartouches, cernés d'un filet de cuivre et, en alternance, huit motifs solaires avec un cœur de cuivre et huit pétales d argent. Cinq cartouches ont été totalement abrasés, contenant peut-être des noms ou informations plus précises sur l'origine de l'œuvre. Deux cartouches sont intacts.
Sous ce bandeau, une large bande comporte 3 rangs de 41 bossettes ornées de motifs solaires. Dans la partie inférieure, un bandeau est composé en alternance de  huit cartouches en inscription coufique et de rosettes incrustées de cuivre et d'argent. Les inscriptions, sur un fond végétal, sont incrustées d'argent et de pâte noire.
Le bas du chandelier est orné d'une frise de 31 lions, intercalés par des lièvres ciselés.

## Technique
Le chandelier est exécuté à partir d'une seule feuille métallique, mince et circulaire de laiton, y compris pour les canards, représentés en ronde-bosse. Le laiton, par sa couleur jaune proche de celle de l'or, renforçait la préciosité de l'objet.Cette feuille a donc été travaillée au repoussé, les reliefs étant mis en forme par le maniement d'outils depuis l'intérieur de la surface métallique. Il s'agit là d'une technique très délicate qui nécessite une grande habileté et une très bonne connaissance de la résistance et de la plasticité du métal.
Le chandelier est incrusté d'argent et de cuivre rouge et de pâte noire pour réaliser les motifs décoratifs. Ces incrustations sont  obtenues par martelage de fils  et de plaquettes métalliques pour lesquels des gravures ou des ciselures ont préalablement été pratiquées à la surface extérieure de l'objet pour les accueillir.

## Datation
L'art du métal repoussé et incrusté dans l'Iran médiéval connaît un développement notable à partir de la moitié du XIIe siècle , permettant ainsi, par l'utilisation de métaux précieux qui introduisent  la polychromie, de faire de ces objets des produits de luxe recherchés. L'un des principaux centres de production est alors Herat en Afghanistan.